# Рябошапка, Михаил Трофимович
Михаил Трофимович Рябошапка (10 мая 1918 — 13 января 1984) — Герой Советского Союза, капитан, участник Великой Отечественной войны.

## Биография
Образование неполное среднее. Работал в военизированной охране Беломорско-Балтийского канала.
С февраля 1942 года на службе в РККА. В том же году окончил курсы младших лейтенантов и направлен на фронт.
В ночь на 30 сентября 1943 года командир пулемётного взвода 273-го гвардейского стрелкового полка 89-й гвардейской стрелковой дивизии 37-й армии Степного фронта гвардии лейтенант Рябошапка с пулемётчиками переправился через Днепр в районе села Келеберда Кременчугского района Полтавской области. Захватив плацдарм на правом берегу, пулемётчики способствовали преодолению водной преграды стрелковым батальоном.
20 декабря 1944 года присвоено звание Героя Советского Союза.
Член КПСС с 1944 года. В 1945 году окончил КУОС, а в 1952 году курсы «Выстрел». С 1954 года капитан Рябошапка в запасе. Жил в Виннице. Работал на заводе радио-технической аппаратуры.

## Награды
- Герой Советского Союза (20 декабря 1944 года);
- орден Ленина (20 декабря 1944 года);
- медали.

## Память
Неполная средняя школа в селе Любомирка носит его имя.